# 정광해
정광해(鄭光海, 1927년 7월 11일 ~ 1950년 9월 25일)는 대한민국 독립운동가이다.

## 생애

### 독립운동으로써 바친 그의 일생
경상북도 대구(大邱)에서 출생하였으며 지난날 한때 충청북도 청주(淸州)에서 잠시 유아기를 보낸 적이 있는 그는 대구고등상업학교 재학 시절이던 1943년 4월경, 동교생 이상호(李相虎)·김상길(金相吉)·서상교(徐尙敎) 등이 앞서 조직했던 항일 학생 비밀 결사 단체 태극단(太極團)에 가입, 활약하였다.
이미 1942년 5월에 결성된 태극단은 조국 독립을 위한 비밀 결사로써 전국적 조직을 통한 무력 항쟁을 주요 목적으로 하였다. 하여 단원들은 우선 조직 확대를 위해 동지 포섭 활동 등에 힘을 쏟았다.
1943년 5월에는 그동안 가입한 태극단 단원 전원이 대구 앞산인 경상북도 대구 비파산(琵琶山) 약수터에 모여 결단식을 갖고, 구체적 투쟁 방안에 관하여 협의하고 조직을 정비하였다.
태극단 체제의 조직은 크게 일반 조직, 특수 조직으로 나누었으며 최고의결기관 체제로써 간부 회의 체제를 구성하였다.
그리고 일반 성향 조직은 다시 육성부(育成府) 아래 관방국(官房局)·체육국(體育局)·과학국(科學局) 등 3국을 두고 그 밑에 10여부(部)를 두어 조직을 체계화했으며, 특수 조직은 건아대(健兒隊)라 칭하여 중학교 1·2학년생과 국민학교 상급반 학생을 대원으로 가입시켜 장차 단원으로 육성하는데 목적이 있었다. 이때 그는 대구고등상업학교 1년 선배이기도 한 6개월 터울 동갑내기 이복 삼촌 정완진(鄭晥鎭)과 함께 정단원(正團員)으로 임명되었다.
태극단의 투쟁 방략은 조직 관련 확대를 통하여 전국의 학교와 각 지역별로 조직을 완성한 후 여론을 환기시키며 본격적인 항일 독립 투쟁을 전개한다는 것인데 만약 국내에서의 투쟁이 여의치 못할 때에는 중화민국 국민정부 대륙 본토로 집단 성향 망명하여 그곳에서 항쟁을 계속한다는 계획도 세웠다.
그리하여 단원들은 용두산(龍頭山)·비파산 등 비밀 장소를 이용하여 학술연구토론회, 각종 체육회를 개최하여 동지 간의 유대 의식과 민족적 교양의 함양 및 체력 증강에 힘을 쏟았다. 또한 궁극의 목적을 달성하기 위해 군사학연구에도 정진하여 군사관계서적의 번역, 글라이더 및 폭발물 제조에 관한 연구도 추진하였다.

### 일경 피체로 인한 투옥과 출감, 그리고 광복 후
그러나 1943년 5월 지난날 대구고등상업학교 중퇴생 출신의 배반자가 밀고하므로 인하여 태극단의 조직과 활동이 일경에 발각되었으며 이로 인하여 그는 학교에서 수업도중 다른 태극단 단원들과 함께 일경에 피체되어 대구고등상업학교 퇴학 처분되었다.
피체 후 그는 일경의 모진 고문을 받았으며, 1943년 10월 대구형무소로 옮겨졌다가 기소유예로 인하여 1943년 11월에 출감하였다.
그 후 경상북도 군위에 낙향하여 서예 등으로 소일하다가 1945년 경상북도 군위 지방에서 8·15 조선 광복을 목도하였으며 경상북도 군위를 떠난 후 1946년에서 1947년까지 한국독립당 초급행정위원 직위를 지낸 후 1947년 한국독립당 탈당을 한 후 경상북도 대구 지방 향리에 귀향하여 1948년 대한민국 정부 수립 후 정현모(鄭顯模) 당시 경상북도 도지사의 초급행정비서관으로도 활약하였고 1949년 경상북도 도지사 비서관 직책을 사퇴 후 1950년 한국 전쟁 시절에 만성 폐렴을 앓으며 경상북도 군위 지방에 피난한 그는 결국 경상북도 군위 피난지에서 병사하였다.

### 학력
- 경상북도 대구고등상업학교 중퇴(1947년 5월 31일 대구고등상업학교 명예 졸업장 수여)

#### 명예 졸업
- 경상북도 대구제2중학교 명예 졸업장 수여(1948년 8월 21일)

### 사후
대한민국 정부에서는 선생의 공훈을 기리고자 1963년 8월 15일을 기하여 대한민국 대통령 표창장이, 1990년 3월 1일을 기하여 대한민국 건국훈장 애족장이 각각 추서되었다.
그의 유해는 대한민국 국립 대전현충원에 안장되어 있다.